# Thoracosaurus
Thoracosaurus – rodzaj krokodylomorfa żyjącego na przełomie kredy późnej i wczesnego paleocenu, 70 mln lat temu. Jego skamieniałości zostały opisane w 1852 roku przez Josepha Leidy'ego. Występował w Ameryce Północnej, jak i Europie. 

## Historia i taksonomia
Skamieniałości dotychczas nieznanego zwierzęcia znaleziono w USA, w New Jersey. Spoczywały w skałach formacji Greensand Mount Holly. Joseph Leidy przestawił znalezisko na spotkaniu Academy of Natural Science of Philadelphia w 1852. W tym samym roku opisał je, kreując nowy rodzaj, któremu nadał nazwę Thoracosaurus. 
Dzisiejszymi krewnymi rodzaju Thoracosaurus są azjatyckie gawialowate i wymarłe rodzaje z Ameryki Południowej oraz Afryki, Gryposuchus i Eogavialis. Poniższy kladogram przedstawia pozycję rodzaju Thoracosaurus , który wykreował Christopher Brochu w 2003 roku:
|  | Eogavialis                                                                                     |
|  |                                                                                                |
|  | \| \| Gavialoidea z Ameryki Południowej np. Gryposuchus \| \| \| \| \| \| Gavialis \| \| \| \| |
|  |                                                                                                |
|  | Gavialoidea z Ameryki Południowej np. Gryposuchus                                              |
|  |                                                                                                |
|  | Gavialis                                                                                       |
|  |                                                                                                |

|  | Gavialoidea z Ameryki Południowej np. Gryposuchus |
|  |                                                   |
|  | Gavialis                                          |
|  |                                                   |

|  | Eogavialis                                                                                     |
|  |                                                                                                |
|  | \| \| Gavialoidea z Ameryki Południowej np. Gryposuchus \| \| \| \| \| \| Gavialis \| \| \| \| |
|  |                                                                                                |
|  | Gavialoidea z Ameryki Południowej np. Gryposuchus                                              |
|  |                                                                                                |
|  | Gavialis                                                                                       |
|  |                                                                                                |

|  | Gavialoidea z Ameryki Południowej np. Gryposuchus |
|  |                                                   |
|  | Gavialis                                          |
|  |                                                   |

|  | Eogavialis                                                                                     |
|  |                                                                                                |
|  | \| \| Gavialoidea z Ameryki Południowej np. Gryposuchus \| \| \| \| \| \| Gavialis \| \| \| \| |
|  |                                                                                                |
|  | Gavialoidea z Ameryki Południowej np. Gryposuchus                                              |
|  |                                                                                                |
|  | Gavialis                                                                                       |
|  |                                                                                                |

|  | Gavialoidea z Ameryki Południowej np. Gryposuchus |
|  |                                                   |
|  | Gavialis                                          |
|  |                                                   |

|  | Eogavialis                                                                                     |
|  |                                                                                                |
|  | \| \| Gavialoidea z Ameryki Południowej np. Gryposuchus \| \| \| \| \| \| Gavialis \| \| \| \| |
|  |                                                                                                |
|  | Gavialoidea z Ameryki Południowej np. Gryposuchus                                              |
|  |                                                                                                |
|  | Gavialis                                                                                       |
|  |                                                                                                |

|  | Gavialoidea z Ameryki Południowej np. Gryposuchus |
|  |                                                   |
|  | Gavialis                                          |
|  |                                                   |

|  | Eogavialis                                                                                     |
|  |                                                                                                |
|  | \| \| Gavialoidea z Ameryki Południowej np. Gryposuchus \| \| \| \| \| \| Gavialis \| \| \| \| |
|  |                                                                                                |
|  | Gavialoidea z Ameryki Południowej np. Gryposuchus                                              |
|  |                                                                                                |
|  | Gavialis                                                                                       |
|  |                                                                                                |

|  | Gavialoidea z Ameryki Południowej np. Gryposuchus |
|  |                                                   |
|  | Gavialis                                          |
|  |                                                   |

|  | Eogavialis                                                                                     |
|  |                                                                                                |
|  | \| \| Gavialoidea z Ameryki Południowej np. Gryposuchus \| \| \| \| \| \| Gavialis \| \| \| \| |
|  |                                                                                                |
|  | Gavialoidea z Ameryki Południowej np. Gryposuchus                                              |
|  |                                                                                                |
|  | Gavialis                                                                                       |
|  |                                                                                                |

|  | Gavialoidea z Ameryki Południowej np. Gryposuchus |
|  |                                                   |
|  | Gavialis                                          |
|  |                                                   |

|  | Eogavialis                                                                                     |
|  |                                                                                                |
|  | \| \| Gavialoidea z Ameryki Południowej np. Gryposuchus \| \| \| \| \| \| Gavialis \| \| \| \| |
|  |                                                                                                |
|  | Gavialoidea z Ameryki Południowej np. Gryposuchus                                              |
|  |                                                                                                |
|  | Gavialis                                                                                       |
|  |                                                                                                |

|  | Gavialoidea z Ameryki Południowej np. Gryposuchus |
|  |                                                   |
|  | Gavialis                                          |
|  |                                                   |

|  | Eogavialis                                                                                     |
|  |                                                                                                |
|  | \| \| Gavialoidea z Ameryki Południowej np. Gryposuchus \| \| \| \| \| \| Gavialis \| \| \| \| |
|  |                                                                                                |
|  | Gavialoidea z Ameryki Południowej np. Gryposuchus                                              |
|  |                                                                                                |
|  | Gavialis                                                                                       |
|  |                                                                                                |

|  | Gavialoidea z Ameryki Południowej np. Gryposuchus |
|  |                                                   |
|  | Gavialis                                          |
|  |                                                   |

## Występowanie
Rodzaj Thoracosaurus występował na terenie obecnej Ameryki Północnej (m.in. Karolina Północna, Karolina Południowa, New Jersey, Floryda, Montana i  Dakota Północna, Dakota Południowa) i Europy (m.in Polska, Szwecja, Holandia wraz z Francją), w mulistych i słonawowodnych estuariach, jeziorach, lagunach i namorzynach. W Kazimierzu Dolnym w Kamiennym Dole odkryto w 1997 roku kości szacowane na wczesny paleocen, 65,4 mln lat temu – jest to jedno z nielicznych znalezisk krokodyli w Polsce, kiedy to odkrywano zwykle fragmentaryczne szczątki.

## Morfologia i ekologia
Długość ciała osiągała 4-5 m i waga do 1t jednak niektóre osobniki osiągały nawet 8 metrów długości, będąc największymi krokodylomorfami w formacji Hell Creek.  
Pożywienie łapał wyskakując z wody. Pokarmem tego gada były najprawdopodobniej tak jak w przypadku dzisiejszego gawiala gangesowego ryby lub małe czworonogi (takie jak  pterozaury, ssaki czy nawet dinozaury), do których łapania wykorzystywał swój duży otwór gębowy. 

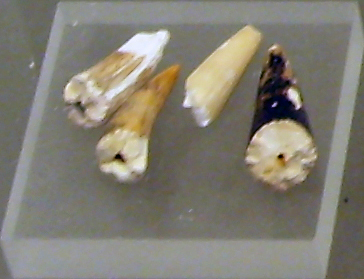
zęby Thoracosaurus

## Gatunki
- T. macrorhynchus
- T. brevispinus
- T. isorhynchus
- T. neocesarientis
- T. borrisaki

Większość z tych gatunków zasiedlało USA. 

## Thoracosaurus w kulturze

### Gry komputerowe
Thoracosaurus pojawił się w grze pod tytułem Saurian.

### Filmy przyrodnicze
Pojawił się w serialu „Wędrówki z dinozaurami”. Przedstawiony jest jednak na stronie internetowej serialu jako Deinosuchus.